# Le Secret de Bear Mountain (film)
Pour plus de détails, voir Fiche technique et Distribution.
Le Secret de Bear Mountain (Gold Diggers: The Secret of Bear Mountain) est un film américano-canadien, sorti en 1995.

## Fiche technique
- Titre original : Gold Diggers: The Secret of Bear Mountain
- Titre français : Le secret de Bear Mountain
- Réalisation : Kevin James Dobson
- Scénario : Barry Glasser
- Musique : Joel McNeely
- Pays d'origine : États-Unis - Canada
- Format : Couleurs - 1,85:1
- Genre : aventure
- Durée : 94 minutes
- Date de sortie : 1995

## Distribution
- Christina Ricci : Beth Easton
- Anna Chlumsky : Jody Salerno
- Polly Draper : Kate Easton
- Brian Kerwin : Matt Hollinger
- Diana Scarwid : Lynette Salerno
- David Keith : Ray Karnisak
- Gillian Barber : Grace Briggs
- Ashleigh Aston Moore : Tracy Briggs
- Jewel Staite : Samantha
- Roger Cross : Paramedic
- Jesse Moss : Adam
- Jay Brazeau : Everett Graham
- Jennifer Hale : Voix de Beth adulte